# 科門 (斯洛文尼亞)
科門，是斯洛文尼亞西部科門市鎮的聚居地及行政中心。處於斯洛維尼亞沿海地區，面積6.7平方公里，海拔高度273米，2013年人口642，人口密度每平方公里96人。